# باب الوزير (القاهرة)
باب الوزير هي أحد شياخات حي وسط القاهرة، سمي علي اسم باب الوزير وهو من أبواب القاهرة الخارجية في سورها الشرقي الذي أنشأه صلاح الدين في المسافة الواقعة بين الباب المحروق وبين قلعة الجبل، فتحه الوزير نجم الدين محمود بن شروين المعروف بوزير بغداد وقت أن كان وزيراً للملك المنصور أبو بكر بن محمد بن قلاوون في سنة 842هـ/1341 ولهذا عرف من ذلك الوقت باسم باب الوزير وإليه ينسب شارع باب الوزير وقرافة باب الوزير، وهذا الباب لا يزال قائماً إلى اليوم وقد جدده الأمير طراماي الأشرفي صاحب القبة المجاورة للباب في سنة 909هـ/ 1503م.

## اثار الشارع
فبداية الشارع بعد مسجد قجماس الإسحاقى أو ما يطلق عليه بمسجد أبو حريبة ثم مسجد الطنبغا الماردانى مرورا بسبيل الأمير محمد كتخدا لنرى بعد ذلك قبة أبو اليوسفين وبعده بقليل نرى منزل الرزاز والذي يحتوى على باب السلطان قايتباى بداخله وبجواره نرى مدرسة ام السلطان شعبان ويقابلها منارة زاوية الهنود وبجوارها مدفن إبراهيم خليفة جنديان وبعد ذلك يقابلنا سبيل ومدفن عمر أغا حتى نرى مجموعة من أجمل التحف المعمارية وهي مسجد آق سنقر أو مسجد إبراهيم اغا مستحفظان أو ما يطلق عليه بالمسجد الأزرق نظرا لاحتوائه على مجموعة كبيرة من القيشانى الازرق تغطى جدرانه خلف المنبر والمحراب ثم نجد بقايا قصر خاير بيك ثم بقايا قصر الأمير آلين آق الحسامى وبعده بقليل حوض إبراهيم اغا مستحفظان لسقى الدواب وبعده سبيل ومسجد الأمير ايتمش البجاسى وأخيرا قبل نهاية الشارع نجد بوابة وسبيل وقبة الأمير طراباى الشريفى وهي تجاور المقابر وليست تطل على الشارع مباشر